# Pokémon 2.B.A. Master
| Críticas profissionais | Críticas profissionais |
| Avaliações da crítica  | Avaliações da crítica  |
| Fonte                  | Avaliação              |
| ---------------------- | ---------------------- |
| Allmusic               | [ 1 ]                  |

Pokémon 2.B.A. Master foi o primeiro álbum de banda sonora do anime Pokémon. Foi lançado nos Estados Unidos em 23 de junho de 1999 pela gravadora Koch Records e pela 4Kids Entertainment. O álbum também foi traduzido e cantado em português no Brasil e Portugal.

## Produção
Em uma entrevista feita à John Loeffler, ele contou que levou três semanas e meia para produzir o álbum inteiro. As versões instrumentais de algumas canções tal como o Pokérap e o Pikachu's Jukebox do álbum foram incluídas no jogo Pokémon Puzzle League.

## Lista de faixas
| Pokémon 2.B.A. Master - Music from the hit TV series |                                                                                             |                                                   |         |  |
| N.º                                                  | Título                                                                                      | Compositor(es)                                    | Duração |  |
| 1.                                                   | "Pokémon Theme" (de Jason Paige)                                                            | John Loeffler e John Siegler                      | 3:18    |  |
| 2.                                                   | "2B A Master" (de Russell Velázquez)                                                        | Russell Velázquez e John Loeffler                 | 4:04    |  |
| 3.                                                   | "Viridian City" (de Jason Paige)                                                            | Neil Jason e John Loeffler                        | 3:29    |  |
| 4.                                                   | "What Kind of Pokémon Are You?" (de Joshua Tyler)                                           | John Siegler, John Loeffler e Norman J. Grossfeld | 3:41    |  |
| 5.                                                   | "My Best Friends" (de Ray Greene)                                                           | Michael Whalen                                    | 3:30    |  |
| 6.                                                   | "Everything Changes" (de Sheila Brody)                                                      | Ken Cummings e John Loeffler                      | 4:41    |  |
| 7.                                                   | "The Time Has Come (Pikachu's Goodbye)" (de Marti Lebow)                                    | John Siegler, John Loeffler e Norman J. Grossfeld | 3:06    |  |
| 8.                                                   | "Pokémon (Dance Mix)" (de Vicki Sue Robinson)                                               | John Siegler e John Loeffler                      | 3:54    |  |
| 9.                                                   | "Double Trouble (Team Rocket)" (de Rachael Lillis, Eric Stuart, Adam Blaustein e Ted Lewis) | Louis Cortelezzi, Bob Mayo e John Loeffler        | 3:53    |  |
| 10.                                                  | "Together Forever" (de J. P. Hartmann)                                                      | Ken Cummings e John Loeffler                      | 3:55    |  |
| 11.                                                  | "Misty's Song" (de Yvette Laboy)                                                            | Ken Cummings e John Loeffler                      | 4:43    |  |
| 12.                                                  | "PokéRAP" (de James "D Train" Williams e Babi Floyd)                                        | James "D Train" Williams e Babi Floyd             | 3:03    |  |
| 13.                                                  | "You Can Do It (If You Really Try)" (de John Loeffler)                                      | John Siegler, John Loeffler e Norman J. Grossfeld | 3:10    |  |
| Duração total:                                       | Duração total:                                                                              | Duração total:                                    | 50:52   |  |

## Versão brasileira
Pokémon - Para Ser um Mestre foi o primeiro álbum de trilha sonora brasileira de Pokémon lançado no Brasil pela gravadora Abril Music em 1999, com canções em português brasileiro, com vários artistas no repertório. Foi produzido por Nil Bernardes. Nas canções estavam: Janaína Bianchi, Soraya Orenga, Marion Porchat Camargo e Evanil Bernardes "Nil Bernardes" da Silva

### Lista de faixas
| Pokémon - Para Ser um Mestre |                                                                              |                                                   |         |  |
| N.º                          | Título                                                                       | Compositor(es)                                    | Duração |  |
| 1.                           | "Tema de Pokémon" (por Janaína Bianchi)                                      | John Loeffler e John Siegler                      | 3:18    |  |
| 2.                           | "Para Ser um Mestre" (por Nil Bernardes)                                     | Russell Velázquez e John Loeffler                 | 4:04    |  |
| 3.                           | "A Cidade de Verídian" (por Janaína Bianchi)                                 | Neil Jason e John Loeffler                        | 3:29    |  |
| 4.                           | "Que Tipo de Pokémon Que é Você?" (por Nil Bernardes)                        | John Siegler, John Loeffler e Norman J. Grossfeld | 3:41    |  |
| 5.                           | "Meus Melhores Amigos" (por Nil Bernardes)                                   | Michael Whalen                                    | 3:30    |  |
| 6.                           | "Tudo Muda" (por Soraya Orenga)                                              | Ken Cummings e John Loeffler                      | 4:41    |  |
| 7.                           | "A Hora Chegou (O Adeus de Pikachu)" (por Soraya Orenga)                     | John Siegler, John Loeffler e Norman J. Grossfeld | 3:06    |  |
| 8.                           | "Pokémon (Dance Mix)" (por Janaína Bianchi)                                  | John Siegler e John Loeffler                      | 3:54    |  |
| 9.                           | "Muitos Problemas (Equipe Rocket)" (por Soraya Orenga e Nil Bernardes)       | Louis Cortelezzi, Bob Mayo e John Loeffler        | 3:53    |  |
| 10.                          | "Juntos Para Sempre" (por Nil Bernardes)                                     | Ken Cummings e John Loeffler                      | 3:55    |  |
| 11.                          | "Canção da Misty" (por Marion Camargo)                                       | Ken Cummings e John Loeffler                      | 4:43    |  |
| 12.                          | "PokéRAP (Você Consegue Cantar Os 150 Em Ritmo De Rap?)" (por Nil Bernardes) | James "D Train" Williams e Babi Floyd             | 3:03    |  |
| 13.                          | "Você Pode Fazer (Se Realmente Você Tentar)" (por Nil Bernardes)             | John Siegler, John Loeffler e Norman J. Grossfeld | 3:10    |  |
| Duração total:               | Duração total:                                                               | Duração total:                                    | 50:52   |  |

## Versão portuguesa
Pokémon - Vamos Apanhá-los! foi o primeiro álbum de banda sonora portuguesa de Pokémon lançado em Portugal pela editora Edel Records em 2000, com canções em português europeu e vários artistas no repertório. Foi produzido por Henrique Feist, com o remix feito por João Luís Cabanas.

### Lista de faixas
| Pokémon - Vamos Apanhá-los! | |                                                   |         |  |
| N.º                         | Título | Compositor(es)                                    | Duração |  |
| 1.                          | "Tema Pokémon" (por Henrique Feist)                                                                                 | John Loeffler e John Siegler                      | 3:18    |  |
| 2.                          | "Ser Um Mestre" (por Henrique Feist)                                                                                | Russell Velázquez e John Loeffler                 | 4:04    |  |
| 3.                          | "A Cidade de Veridian" (por Henrique Feist)                                                                         | Neil Jason e John Loeffler                        | 3:29    |  |
| 4.                          | "Mas Que Pokémon És Tu?" (por Ricardo Afonso e Henrique Feist)                                                      | John Siegler, John Loeffler e Norman J. Grossfeld | 3:41    |  |
| 5.                          | "Os Meus Melhores Amigos" (por Ricardo Spínola)                                                                     | Michael Whalen                                    | 3:30    |  |
| 6.                          | "Tudo Muda" (por Ricardo Afonso)                                                                                    | Ken Cummings e John Loeffler                      | 4:41    |  |
| 7.                          | "A Hora Chegou (O Adeus de Pikachu)" (por Ricardo Afonso)                                                           | John Siegler, John Loeffler e Norman J. Grossfeld | 3:06    |  |
| 8.                          | "Pokémon (Dance Mix)" (por Wanda Stuart)                                                                            | John Siegler e John Loeffler                      | 3:54    |  |
| 9.                          | "Problemas a Dobrar (Team Rocket)" (por Henrique Feist, Ricardo Afonso, Ricardo Spínola, Wanda Stuart e Ana Vieira) | Louis Cortelezzi, Bob Mayo e John Loeffler        | 3:53    |  |
| 10.                         | "Juntos Para Sempre" (por Henrique Feist)                                                                           | Ken Cummings e John Loeffler                      | 3:55    |  |
| 11.                         | "Canção da Misty" (por Ana Vieira)                                                                                  | Ken Cummings e John Loeffler                      | 4:43    |  |
| 12.                         | "PokéRAP" (por Ricardo Afonso e Henrique Feist)                                                                     | James "D Train" Williams e Babi Floyd             | 3:03    |  |
| 13.                         | "Tu és Capaz" (por Ricardo Afonso)                                                                                  | John Siegler, John Loeffler e Norman J. Grossfeld | 3:10    |  |
| Duração total:              | Duração total: | Duração total:                                    | 50:52   |  |

## Desempenho nas paradas musicais
| País           | Parada musical (1999–2000) | Melhor posição |
| -------------- | -------------------------- | -------------- |
| Austrália      | ARIA Charts                | 20             |
| Áustria        | Ö3 Austria Top 40          | 3              |
| Estados Unidos | Billboard 200              | 90             |
| Estados Unidos | Billboard Kid Albums       | 1              |
| Hungria        | MAHASZ                     | 5              |
| Nova Zelândia  | RIANZ                      | 50             |
| Países Baixos  | Dutch Charts               | 86             |

## Vendas e certificações
| País           | Provedor         | Certificação | Vendas/distribuições |
| -------------- | ---------------- | ------------ | -------------------- |
| Alemanha       | BVMI             | 3× Ouro      | 750,000+             |
| Argentina      | CAPIF            | Ouro         | 30,000+              |
| Austrália      | ARIA             | Ouro         | 35,000+              |
| Áustria        | IFPI Austria     | Platina      | 50,000+              |
| Brasil         | ABPD             | Ouro         | 100,000+             |
| Canadá         | Music Canada     | Platina      | 100,000+             |
| Estados Unidos | RIAA             | Ouro         | 500,000+             |
| França         | SNEP             | 2× Ouro      | 200,000+             |
| Reino Unido    | BPI              | Prata        | 60,000+              |
| Suíça          | IFPI Switzerland | Ouro         | 50,000+              |